# 조안나 로스
조애나 로스(Joanna Roth, 영어 발음: /dʒoʊˈænə/, 1965년 1월 1일 ~ )는 영국의 배우이다.
오르후스에서 태어났다.

## 출연 작품

### 영화
- 로젠크란츠와 길덴스턴은 죽었다 (1990)
- 스탈린 (1992)
- 프랑켄슈타인 (1994)
- 스노우 화이트 (1997)
- 슬라이딩 도어즈 (1998)
- Away (2015년)

### 텔레비전
- 홀비 시티 (2002-07)
- 더 빌 (2008)
- 닥터스 (2008-10)